# Igreja Católica na Dinamarca

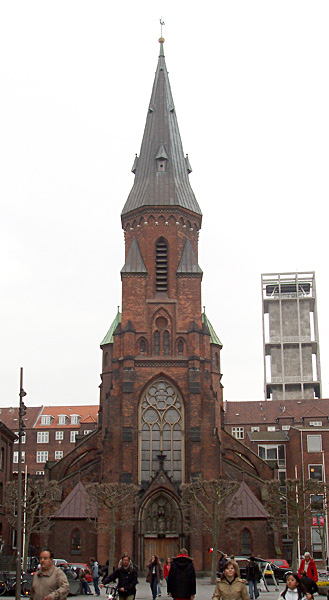
Igreja de Nossa Senhora em Aarhus

A  Igreja Católica na Dinamarca faz parte da Igreja Católica, sob a liderança espiritual do  Papa  e da Cúria em Roma.
O número de católicos Dinamarca, que é um país predominantemente protestante, compreende menos do que 1% da população.

## História
A Igreja Católica está presente na área que hoje constitui o Reino da Dinamarca desde que Santo Ansgário, no século IX iniciou uma missão dinamarquesa. No entanto, a Reforma Protestante em 1536 significou o fim do catolicismo na Dinamarca por quase um século e meio. Só em 1682, a Igreja Católica foi novamente reconhecida pelo Estado dinamarquês, juntamente com a Igreja Reformada e o judaísmo, embora a conversão a partir do luteranismo tenha permanecido ilegal. A constituição de 1849, previa a liberdade religiosa e a Igreja Católica foi novamente autorizada a se espalhar na Dinamarca , porém nunca cresceu e se tornou mais do que uma pequena minoria.

## Organização
O mais alto cargo da Igreja na Dinamarca é ocupado desde 1995 pelo bispo Czeslaw Kozon , que participa da Conferência Episcopal Escandinava. O bispo reside na Catedral de Santo Ansgário, em Copenhague , que é dedicada ao santo padroeiro da Dinamarca.
A Diocese de Copenhague abrange todo o território do país, mais as Ilhas Feroé e a Groenlândia, o que faz dela uma das maiores dioceses católicas do mundo em território.